# Bhadravati (Shimoga)
Bhadravati is een dorp in het district Shimoga van de Indiase staat Karnataka. 

## Demografie
Volgens de Indiase volkstelling van 2001 wonen er 160.392 mensen in Bhadravati, waarvan 51% mannelijk en 49% vrouwelijk is. De plaats heeft een alfabetiseringsgraad van 74%. 